# Hell Among the Yearlings
Hell Among the Yearlings è il secondo album in studio della cantautrice statunitense Gillian Welch, pubblicato nel 1998.

## Tracce
1. Caleb Meyer – 3:05
2. Good Til Now – 3:56
3. The Devil Had a Hold of Me – 4:30
4. My Morphine – 5:53
5. One Morning – 2:41
6. Miner's Refrain – 3:57
7. Honey Now – 1:52
8. I'm Not Afraid to Die – 3:27
9. Rock of Ages – 3:08
10. Whiskey Girl – 4:15
11. Winter's Come and Gone – 2:14